# فلورين (مركب كيميائي)
الفلورين هو هيدروكربون عطري متعدد الحلقات له الصيغة الكيميائية C13H10 ويكون على شكل صلب أبيض اللون.
يشتق اسم المركب من الخاصة الفلورية، إذ تبدي بلورات هذا المركب وميضاً فلورياً بنفسجياً بالتعرض للأشعة فوق البنفسجية.

## الوفرة الطبيعية والتحضير
يوجد الفلورين طبيعياً في قطران الفحم، ولكن يمكن الحصول عليه صناعياً من تفاعل نزع هيدروجين من ثنائي فينيل الميثان.
كما يمكن أن يتم التحضير من اختزال مركب فلورينون باستخدام الزنك.

## الخواص
يوجد الفلورين على شكل بلورات بيضاء غير منحلة عملياً في الماء، ولكنها تنحل في المذيبات العضوية مثل ثنائي كبريتيد الكربون والإيثر الإيثيلي والأسيتون والبنزين والتولوين والبيريميدين.
للمركب بنية مستوية تقريباً، بحيث تكون كل من حلقتي البنزين مشتركة في الاستواء مع ذرة الكربون المركزية (رقم 9).

## الاستخدامات
يستخدم الفلورين كمادة انطلاق في تحضير المشتقات العضوية المتعلقة، والتي لها العديد من مدالات الاستخدام في صناعة الأصباغ والمبيدات الحشرية.